# Euctenurapteryx xenos
Euctenurapteryx xenos är en fjärilsart som beskrevs av Felix Bryk 1942. Euctenurapteryx xenos ingår i släktet Euctenurapteryx och familjen mätare. Inga underarter finns listade i Catalogue of Life.